# Tarentola boehmei
Tarentola boehmei Joger, 1984 è un piccolo sauro appartenente alla famiglia Phyllodactylidae, endemico del continente africano.

## Etimologia
Il nome è un omaggio all'erpetologo tedesco Wolfgang Böhme.

## Descrizione
Ha una sagoma piatta, più accentuata nella parte anteriore, con una testa di grandi dimensioni (in proporzione al corpo) dal muso schiacciato. Possiede occhi grandi e tondi, dotati di pupilla verticale.
I maschi arrivano a misurare circa 8 cm, mentre le femmine 7. La pelle è traslucida ed ha un colore di base (cioè, esclusi i vari "disegni" e le alterazioni della tonalità di colore sul corpo) che si avvicina al rosa. Il dorso è dotato di tubercoli appiattiti e dai bordi arrotondati, circondati da diversi cerchi di tubercoli più piccoli dalle medesime caratteristiche nelle zone più periferiche della schiena.
Ciascun arto, provvisto di cinque dita dall'aspetto tozzo e schiacciato, possiede la caratteristica struttura lamellare adesiva, grazie alla quale è in grado di camminare praticamente su qualsiasi superficie.
La coda, una volta rigenerata, è di colore rosa, con una tonalità di rosso scuro che fa da effetto marmorizzato.

## Biologia
È attivo soprattutto di notte.
Non si hanno ancora informazioni riguardo al comportamento, l'alimentazione o la riproduzione.

## Distribuzione e habitat
T. boehmei è diffusa nel Marocco sud-occidentale, nella zona nord del Sahara Occidentale e, forse, anche in Algeria e Mauritania.
Predilige le zone rocciose, scogliere, muretti e rovine. Presente anche nei villaggi e nelle abitazioni.
In alcune zone, condivide il suo areale con T. mauritanica e vi è la possibilità che le due specie si accoppino tra loro, con il risultato di esemplari ibridi.

## Conservazione
La specie non sembra essere particolarmente minacciata e la densità della popolazione è molto elevata, motivo per il quale la IUCN Red List la considera una specie a rischio minimo (Least Concern).